# Sokhna Benga
Sokhna Benga ou Sokhna Mbengue, née le 12 décembre 1967 à Dakar, est une femme de lettres sénégalaise, également éditrice. Elle est juriste en droit maritime de formation.

## Biographie

### Enfance et formation
Son père est le journaliste, écrivain, dramaturge, Ibrahima Mbengue. Sokhna Benga née Mbengue fait ses études maternelles aux Martyrs de l’Ouganda, primaires à l’école Sainte-Bernadette, secondaires à la Maison d'éducation Mariama Bâ de Gorée.
Elle obtient ensuite une licence en droit des affaires, en 1990, et une maîtrise en droit des affaires, options transports et assurances en 1991, à l’Université Cheikh-Anta-Diop de Dakar, puis un DESS de droit des activités maritimes à l’Université de Bretagne occidentale en 1996,.

### Carrière juridique
Juriste spécialisée en Droit des activités maritimes, elle est administrateur des Affaires maritimes et occupe successivement les postes de Chef de la Circonscription maritime de Dakar, Chef du service des Affaires juridiques et de la coopération, Chef du service des Affaires juridiques, Chef du Département des Affaires juridiques et de la Coopération, Directrice des Opérations maritimes, Directrice de la Sécurité maritime et de la prévention de la pollution marine à l'Agence nationale des Affaires maritimes (ANAM) (anciennement Direction de la Marine marchande). Elle est directrice des Transports maritimes et fluviaux et des Ports et coordonnatrice des Circonscriptions maritimes régionales (CIRCAM) au sein de la même agence.

### Carrière littéraire
Elle se consacre en parallèle à l'écriture. Auteure de vingt-six ouvrages (romans, nouvelles, poèmes), elle remporte de nombreux prix et distinctions littéraires nationales et internationales dont le Grand prix du Président de la République pour les lettres avec son roman La Balade du Sabador en 2000, une bourse du Centre national du livre français, la Mission Stendhal pour sa dernière trilogie Waly Nguilane, le protégé de Roog. Elle a été directrice littéraire des Nouvelles éditions africaines du Sénégal de 2002 à 2005. Elle est scénariste.
Elle a été membre du Conseil national de régulation de l'audiovisuel de  2012 à 2018  pour représenter le monde des lettres.
Elle est officier de l’Ordre des Arts et des Lettres et Chevalier de l’Ordre national du Lion du Sénégal.

## Œuvres

### Romans
- Sokhna Benga, Le dard du secret: roman, Éditions Khoudia, 1990
- La Balade du Sabador, Le Gai Ramatou Fictions, 2000
- La Balade du Sabador, Nouvelles Editions africaines, 2003 (ISBN 9782723614740)
- Waly Nguilane, le protégé de Roog 1, Nouvelles éditions africaines du Sénégal, 2003
- Waly Nguilane, le protégé de Roog 2, Nouvelles éditions africaines du Sénégal, 2003
- Waly Nguilane ou l'éternel miracle, Éditions Oxyzone, 2006
- Le temps a une mémoire : le médecin perd la boule, Éditions Oxyzone, 2007
- Le temps a une mémoire : les souris jouent au chat, Éditions Oxyzone, 2007
- Le temps a une mémoire : la caisse était sans proprio, Éditions Oxyzone, 2007
- Bayo, la mélodie du temps, Nouvelles éditions ivoiriennes, 2007
- Bris d'ombre, Editions Feu de brousse, 2014
- Bris d'ombre, Harmattan Sénégal, 2016
- (it) Il segretto de Ninkinnaka [« L’or de Ninkinanka »], Trepuzzi, Modu Modu, 2015
- L'or de Ninkinanka, Teham wakam, 2018

### Poésie
- La ronde des secrets perdus, Éditions Maguilen, 2003
- Anthologie de la poésie sénégalaise, Éditions Maguilen, 2003
- Anthologie « Paroles partagées », Éditions Feu de Brousse, 2005
- Les cris fauves de ma ville, Editions Renaissance, 2016

### Scénarios
- Le livre dans la bibliothèque
- Fièvre sur Dakar
- Jeux de massacre
- Coumba (anciennement Teen bi), coauteure
- Marureja Gey, chauffeur de taxi (adaptation)
- Sabel (adaptation), coauteure
- Requiem noir (chant-opéra), coauteure
- L'or de Ninkinanka
- La balade du Salvador
- Gangrène long métrage
- Raky fille du vent